# Ronald Golias
José Ronald Golias, conegut com a Ronald Golias (São Carlos, 4 de maig del 1929 – São Paulo, 27 de setembre del 2005) fou un humorista i actor brasiler.